# 1296

## Esdeveniments
- 20 de gener, Montblanc: La princesa romana d'Orient Eudòxia Lascarina funda el Santuari de la Serra.
- 22 d'abril, Alacant: Jaume el Just conquereix la ciutat als castellans.

## Naixements
Països Catalans
- Jaume d'Aragó, fill de Jaume II el Just que acabaria renunciant a la corona.

Resta del món

## Necrològiques
Països Catalans
Resta del món
- 27 de juny, Muiderberg: Florenci V d'Holanda, comte d'Holanda, comte de Zelanda, i comte de Frísia.[1]